# Gare de Ceppe
Gare de Ceppe vasútállomás Franciaországban, Biguglia településen.

## Vasútvonalak
Az állomást az alábbi vasútvonalak érintik:
- Bastia-Ajaccio-vasútvonal

## Kapcsolódó állomások
A vasútállomáshoz az alábbi állomások vannak a legközelebb:
- Gare de Saltatojo
- Gare de Casatorra